# Cracovia (piłka nożna) w sezonie 2012/2013
Sezon 2012/2013 był 34. sezonem Cracovii w Ekstraklasie i 107. rokiem w historii klubu, pierwszy od 2004 roku sezon Cracovii spędzony w I lidze, a zarazem jak dotąd ostatni..

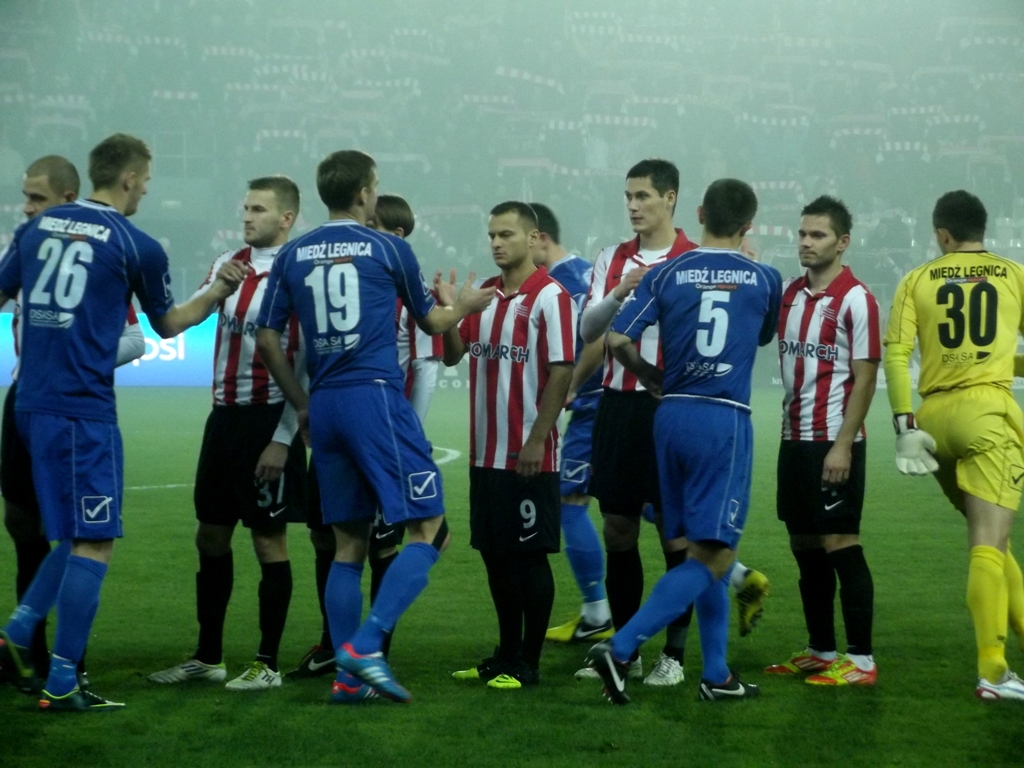
Cracovia – Stomil Olsztyn (25.08.2012)